# Jean Labat

a Compétitions nationales et continentales officielles uniquement.

Jean Labat de son vrai nom Henri Labat, né le 10 mai 1917 à Leboulin et mort le 5 août 2018 à Urt, est un joueur de rugby à XV et de rugby à XIII évoluant au poste de demi d'ouverture dans les années 1930 et 1940. Brillant étudiant en droit, il voue son existence au service de la France durant la Seconde Guerre mondiale en étant résistant et combattant puis après guerre en devenant successivement chef de cabinet de Jacques Chaban-Delmas et collaborateur du ministre des Armées, Pierre Messmer.

## Biographie
Natif du Gers en raison de la situation professionnel de son père chef de gare, il grandit et reste la majeure  partie de sa vie à Peyrehorade. Avant la Seconde Guerre mondiale, il part étudier le droit à Toulouse et intègre en même temps l'équipe de rugby à XIII du Toulouse olympique XIII avec lequel il dispute la finale de la Coupe de France 1939 avec Frantz Sahuc, Georges Bentouré, Sylvain Bès, Marcel Teychenné, Raphaël Saris et Alexandre Salat, il est alors l'un des grands espoirs de ce sport. Il répond positivement à l'appel du 18 juin du général de Gaulle avec son père. Il rejoint le Maroc et entre dans la Résistance. Revenu de la guerre, il joue pour le club de rugby à XV de Peyrehorade sports et travaille au service de l'État. Il devient inspecteur général de la jeunesse et des sports, dirige le cabinet de son partenaire de rugby Jacques Chaban-Delmas alors à la présidence de l'Assemblée Nationale et à Matignon, puis rejoint le Ministère des Armées comme collaborateur de Pierre Messmer.
Il est conseiller municipal de Peyrehorade de 1965 à 1971.

## Palmarès

### Rugby à XIII
- Collectif :
  - Finaliste de la Coupe de France : 1939 (Toulouse).

#### Statistiques
| Saison    | Saison   | Championnat           | Championnat | Championnat | Championnat | Championnat | Championnat | Championnat | Coupe           | Coupe      | Coupe | Coupe | Coupe | Coupe | Coupe |
| Saison    | Saison   | Comp.                 | Class.      | M           | Pts         | Ess.        | Buts        | Dp.         | Comp.           | Class.     | M     | Pts   | Ess.  | Buts  | Dp.   |
| --------- | -------- | --------------------- | ----------- | ----------- | ----------- | ----------- | ----------- | ----------- | --------------- | ---------- | ----- | ----- | ----- | ----- | ----- |
| 1937-1938 | Toulouse | Championnat de France | 1/4 finale  | ?           | -           | -           | -           | -           | Coupe de France | 1/4 finale | ?     | -     | -     | -     | -     |
| 1938-1939 | Toulouse | Championnat de France | 6e          | ?           | -           | -           | -           | -           | Coupe de France | Finaliste  | ?     | -     | -     | -     | -     |